# カゾレッツォ
カゾレッツォ（伊: Casorezzo）は、イタリア共和国ロンバルディア州ミラノ県にある、人口約5,500人の基礎自治体（コムーネ）。

## 地理

### 位置・広がり

#### 隣接コムーネ
隣接するコムーネは以下の通り。
- アルルーノ
- ブスト・ガロルフォ
- インヴェルーノ
- オッソーナ
- パラビアーゴ

### 地震分類
イタリアの地震リスク階級 (it) では、4 に分類される
。